# Ebergassing
Ebergassing osztrák község Alsó-Ausztria Bruck an der Leitha-i járásában. 2022 januárjában 4050 lakosa volt. 

## Elhelyezkedése

Ebergassing a Bruck an der Leitha-i járásban

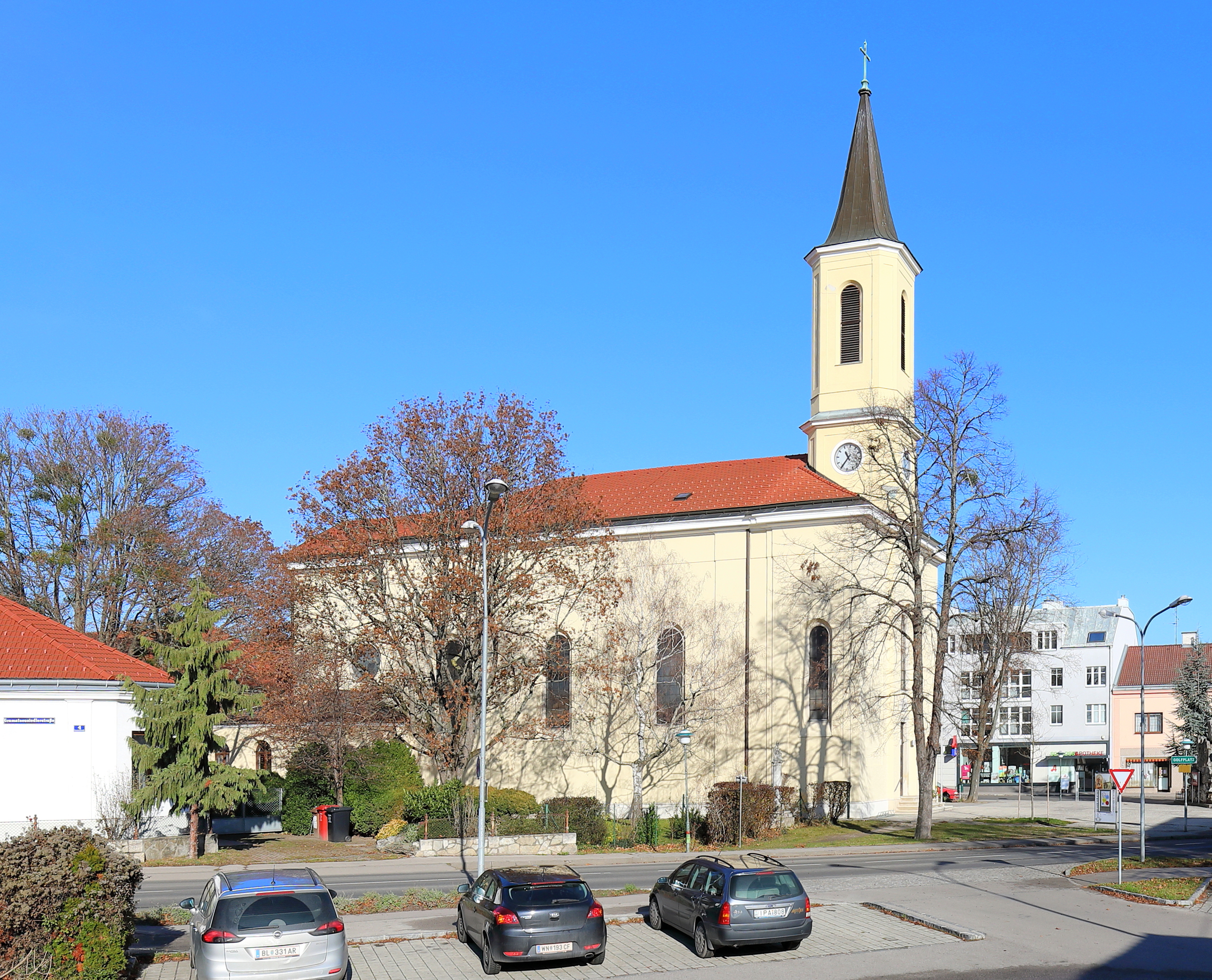
A Mária mennybevétele-plébániatemplom

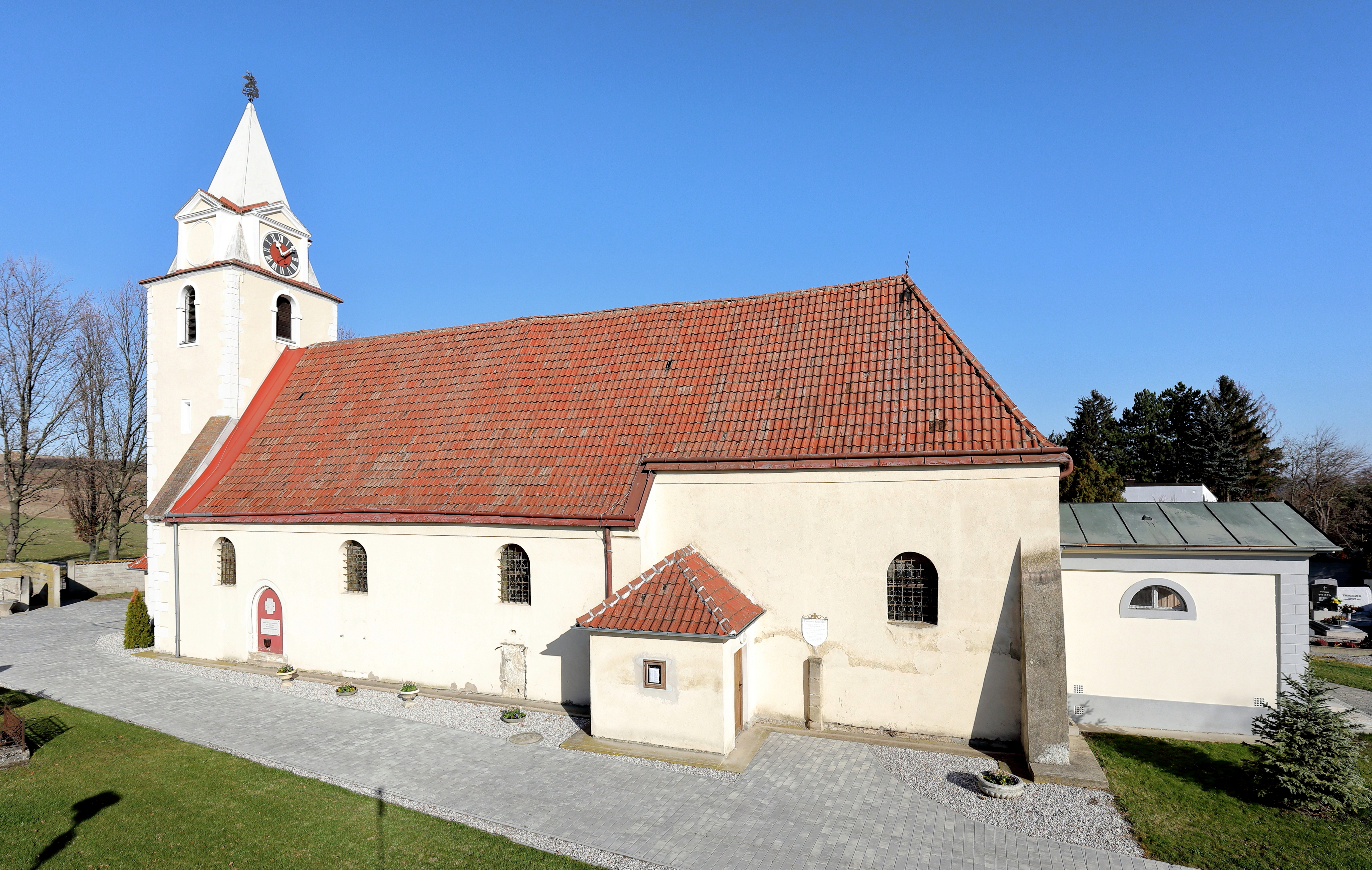
A wienerherbergi Szt. György-plébániatemplom

Ebergassing a tartomány Industrieviertel régiójában fekszik, a Bécsi-medencében, a Fischa folyó mentén. Területének 11,5%-a erdő, 70,4% áll mezőgazdasági művelés alatt. Az önkormányzat két települést, illetve településrészt egyesít: Ebergassing (3265 lakos 2022-ben) és Wienerherberg (785 lakos).
A környező önkormányzatok: északra Rauchenwarth, északkeletre Schwadorf, keletre Enzersdorf an der Fischa, délkeletre Götzendorf an der Leitha, délre Reisenberg, délnyugatra Gramatneusiedl, nyugatra Himberg.

## Története
Ebergassingot 1120-ban említik először. Birtokosai a Babenbergek udvarában töltöttek be különféle tisztségeket. 1486-ban Mátyás magyar király hadai hosszas ostrom után bevették a várát. 1540-ben Andreas Thonradl vásárolta meg a birtokot és a várat reneszánsz stílusban átépítette. A protestáns Thonradl család birtokait 1620-ban elkobozták és 1642-ben a Liechtenstein hercegek szerezték meg Ebergasssingot, akik a kastélyt barokk stílusban kibővítették. 1788 és 1811 között a kastély és a falu a Trattner családé volt. Mária Terézia idejében ágyúfúró üzemet létesítettek a faluban, 1770 körül pedig Johann Thomas Trattner papírmalmot alapított (ez gyártotta később az Osztrák Nemzeti Bank első bankjegyeihez a papírt). A munkásoknak épített lakások az első munkáskolóniák közé tartoztak a tartományban. 
Az 1938-as Anschlusst követően létrehozták Nagy-Bécset és többek között Ebergassingot is a főváros 23. kerületéhez csatolták. A község 1954-ben nyerte vissza önállóságát, amikor az akkor létrehozott Bécskörnyéki járáshoz kapcsolták. A járás 2016-ban megszűnt, azóta Ebergassing a Bruck an der Leitha-i járás része. 
1995-ben szélsőbaloldali anarchista aktivisták megpróbálták felrobbantani a villamos távvezetéket Ebergassingban, de a bombájuk túl korán robbant és ketten életüket vesztették. 

## Lakosság
Az ebergassingi önkormányzat területén 2022 januárjában 4050 fő élt. A lakosságszám 1961 óta gyarapodó tendenciát mutat. 2020-ban az ittlakók 80,9%-a volt osztrák állampolgár; a külföldiek közül 1,8% a régi (2004 előtti), 6,5% az új EU-tagállamokból érkezett. 9,6% az egykori Jugoszlávia (Szlovénia és Horvátország nélkül) vagy Törökország, 1,2% egyéb országok polgára volt. 2001-ben a lakosok 56,5%-a római katolikusnak, 5,3% evangélikusnak, 4,8% ortodoxnak, 11,1% mohamedánnak, 19,5% pedig felekezeten kívülinek vallotta magát. Ugyanekkor 22 magyar élt a községben; a legnagyobb nemzetiségi csoportokat a németek (79,5%) mellett a törökök (6,8%), a szerbek (5,9%), a horvátok (2,9%) és a bosnyákok (2,3%) alkották.
A népesség változása:

| 2016 | 3 929 |
| 2018 | 3 904 |

## Látnivalók
- az ebergassingi kastély
- a Mária mennybevéttele-plébániatemplom
- a wienerherbergi Szt. György-plébániatemplom
- az 1719-ben emelt Szentháromság-oszlop

## Fordítás
- Ez a szócikk részben vagy egészben  az   Ebergassing című német Wikipédia-szócikk ezen változatának fordításán alapul.  Az eredeti cikk szerkesztőit annak laptörténete sorolja fel. Ez a jelzés csupán a megfogalmazás eredetét és a szerzői jogokat jelzi, nem szolgál a cikkben szereplő információk forrásmegjelöléseként.